# Condofuri
Condofuri (tiếng Hy Lạp: Kontofyria) là một đô thị ở tỉnh Reggio Calabria trong vùng Calabria, Ý, có cự ly khoảng 120 km về phía tây nam của Catanzaro và khoảng 38 km về phía đông nam của Reggio Calabria. Tại thời điểm ngày 31 tháng 12 năm 2004, đô thị này có dân số 5.076 người và diện tích là 58,5 km².
Đô thị Condofuri có các frazioni (các đơn vị cấp dưới, chủ yếu là các làng) San Carlo, Lugarà, Mangani, và Carcara.
Condofuri giáp các đô thị: Bova, Bova Marina, Roccaforte del Greco, Roghudi, San Lorenzo.